# Chủ nghĩa vô thần tại Ba Lan
Tôn giáo tại Poland (2012)
Chủ nghĩa vô thần và không tôn giáo chiếm tỷ lệ thấp tại Ba Lan. Tuy nhiên, chủ nghĩa này có chiều hướng gia tăng, gây ra các căng thẳng trong nội tại Ba Lan.
Kazimierz Łyszczyński là người vô thần đầu tiên của Ba Lan.

## Lịch sử
Chủ nghĩa vô thần ở Ba Lan bắt nguồn từ thời Phục hưng. Vào thế kỷ XVI, cận thần hoàng gia Jan Zambocki, nhà địa lý học Alexander Skultet và giáo sư của Học viện Krakow Stanislaw Zawacki được coi là những người vô thần đầu tiên. Năm 1588, Krakow phát hành một cuốn sách nhỏ mang tên Simonis simoni Lucensis. .. Athei summa Religio. Một nhân vật quan trọng trong lịch sử chủ nghĩa vô thần Ba Lan là Kazimierz Lyszczyński. Ông bị kết án tử hình năm 1688 do viết tác phẩm De non existentia Dei ("Sự không tồn tại của Chúa ").
Vào thế kỷ XIX, việc tuyên bố công khai về quan điểm theo chủ nghĩa vô thần là rất hiếm. Thời kỳ này có Maria Sklodowska-Curie  công khai chủ nghĩa vô thần.
Trong thời Đệ Nhị Cộng hòa Ba Lan, Tổng thống Gabriel Narutowicz bị buộc tội là người vô thần.
Trong thế kỷ 20, 21, các nhân vật nổi tiếng công bố theo chủ nghĩa vô thần bao gồm: Tadeusz Boy-Żeleński, Tadeusz Kotarbiński, Irena Krzywicka, Witold Gombrowicz, Władysław Gomulka, Jan Kott, Jeremi Przybora, Wisława Szymborska, Stanisław Lem, Tadeusz Różewicz, Marek Edelman, Jerzy Kawalerowicz, Zygmunt Bauman, Maria Janion, Tadeusz Łomnicki, Włodzimierz Ptak, Jacek Kuron, Kazimierz Kutz, Jerzy Urban, Roman Polanski, Jerzy Vetulani, Karol Modzelewski, Zbigniew Religa, Jan Woleński, Andrzej Sapkowski, Kora Jackowska, Lech Janerka, Wanda Nowicka, Magdalena Sroda, Jacek Kaczmarski, Aleksander Kwasniewski, Kazik Staszewski, Kuba Wojewódzki, Janusz Palikot, Jan Hartman, Maria Peszek, Dorota Nieznalska, Robert Biedroń.

## Số liệu thống kê
Năm 2004, 3,5% công dân Ba Lan được xác định không theo tôn giáo. Theo khảo sát của Eurobarometer năm 2005, 90% công dân Ba Lan cho biết họ tin vào sự tồn tại của Chúa trời. Năm 2007, 3% được xác định là người bất khả tri.
Theo dữ liệu được công bố vào năm 2015 bởi GUS liên quan đến đức tin của người Ba Lan, hầu hết những người vô thần đều ở Warszawa và Zielona Góra.